# Detroit: Become Human
Pour les articles homonymes, voir Detroit.
Detroit: Become Human (trad. litt. : « Détroit : devenir humain ») est un jeu vidéo franco-américain développé par Quantic Dream, édité par Sony Interactive Entertainment, et paru le 25 mai 2018 sur PlayStation 4.
Le titre est officiellement présenté le 27 octobre 2015 au cours de la Paris Games Week,. Il s'agit du premier jeu du studio exclusivement développé sur cette génération de consoles.

## Synopsis
En 2038, dans la ville de Détroit aux États-Unis, les androïdes sont devenus omniprésents dans la vie quotidienne, assumant toutes sortes de tâches domestiques, professionnelles et sociales.
L'histoire suit trois androïdes : 
- Kara (interprétée par Valorie Curry), une gynoïde d'intérieur, est confiée à un homme détruit, mais aussi drogué, alcoolique et violent. Il est le père d'une petite fille nommé Alice avec qui Kara développe un lien fort.

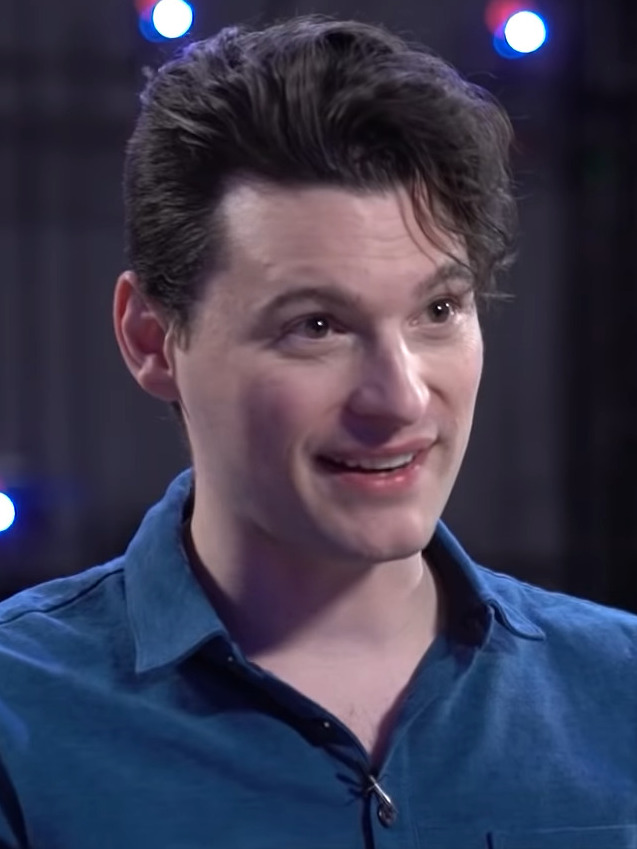
Connor (interprété par Bryan Dechart), un androïde négociateur et enquêteur dans la police. Il est désigné pour être le partenaire du lieutenant de police Hank Anderson (Clancy Brown) dans les enquêtes sur les déviants, des androïdes présentant des dysfonctionnements. Il est censé être le modèle d'androïde le plus performant jamais développé par Cyberlife, l'entreprise à l'origine des androïdes.
- Markus (interprété par Jesse Williams) est un androïde prenant soin d'un peintre riche et célèbre, Carl Manfred (Lance Henriksen). 
Chacun d'eux sont confronté à des choix déterminants qui remettent en question la frontière entre intelligence artificielle et humanité.
Le jeu explore des thèmes majeurs et des critiques sociétales et historiques importantes.
- Bryan Dechart (Connor).
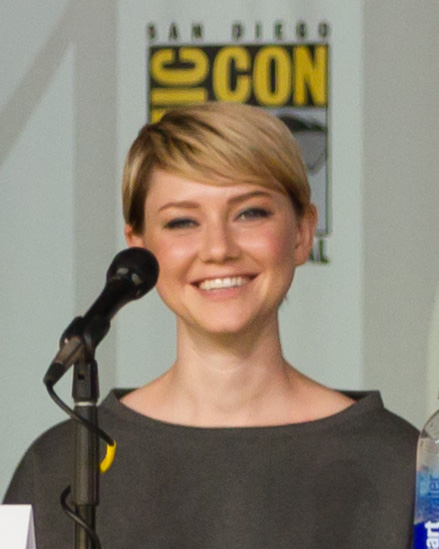
Valorie Curry (Kara).
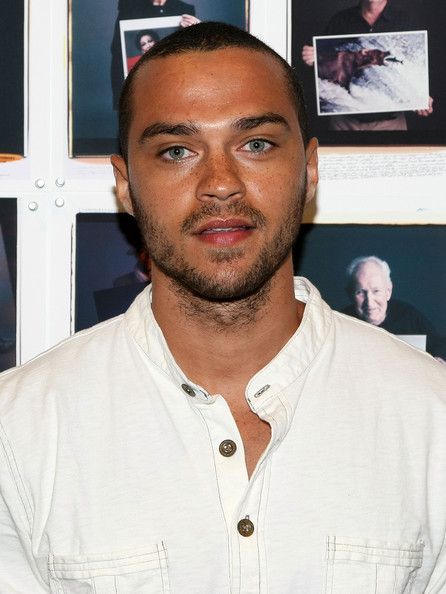
Jesse Williams (Markus).

## Système de jeu
L'histoire du jeu se déroule en fonction des choix et actions du joueur, qui peuvent modifier radicalement le cours de l'histoire. Le jeu propose des scènes de dialogue au cours desquelles il faudra réaliser un choix, et ce le plus souvent dans un temps imparti. Certains choix seront ou non disponibles en fonction des actions précédentes, des relations que vous entretenez avec les autres personnages, de votre réputation ou de l'opinion publique. Le jeu propose également des scènes d'action (quick time event), où il  faudra appuyer rapidement sur certains boutons pour mener à bien l'action.
Certains chapitres étant subordonnés à l'accomplissement d’événements précis, et d'autres étant empêchés par des scénarios alternatifs, le joueur sera amené à refaire chaque chapitre à plusieurs reprises, afin de ne rien rater de ce qui pourra modifier les choix futurs. Oublier de lire un magazine, ou d'examiner un objet, peut suffire à fermer les portes de la fin alternative du chapitre nécessaire à sa progression.

## Développement
Quantic Dream annonce le 21 mars 2013, quelques mois avant la sortie de leur jeu Beyond: Two Souls, être en train de travailler sur leur premier projet pour la PlayStation 4. Lors de l'E3 2013, le studio français présente la démo technique baptisée The Dark Sorcerer afin de mettre en avant leur moteur graphique pour la nouvelle console de Sony.
Detroit: Become Human est annoncé officiellement lors de la 6e édition de la Paris Games Week, au cours de la conférence de Sony, le 27 octobre 2015, par le biais de David Cage et d'une première bande-annonce, introduisant le personnage de Kara,. Le jeu s'inspire justement de Kara, la démo technique présentée en amont de Beyond: Two Souls en 2012 ; le personnage principal était alors interprété par Valorie Curry. L'actrice américaine reprend alors le rôle pour le jeu,.
Une nouvelle bande-annonce est diffusée dans le cadre de l'E3 2016 lors de la conférence de Sony, le 13 juin, présentant le personnage de Connor (interprété par Bryan Dechart,) mais également les multiples embranchements narratifs disponibles pour une seule scène, découlant des choix faits par le joueur, qu'il s'agisse aussi bien de l’interaction avec l'environnement que des dialogues.
Le développement du jeu a été fait à Paris pendant quatre ans, par plus 180 personnes, et en lien avec des partenaires mondiaux. Dans le but d'accentuer le réalisme des personnages, Detroit: Become Human utilise massivement la capture de mouvement ainsi que la performance capture, permettant d'enregistrer simultanément les voix, les gestes et surtout les expressions faciales des acteurs. Il s'agit de l'une des productions les plus ambitieuses du studio et de l'époque en matière de performance numérique pour un jeu video. Les comédiens ont dû rejouer à de nombreuses reprises les mêmes scènes, en adaptant leur interprétation selon les différentes branches du scénario, ce qui a représenté un exercice unique au jeu à choix narratif particulièrement exigeant sur le plan technique et artistique. 
Pour la création de Detroit : Become Human, Cage et ses équipes se sont rendus directement dans la ville de Détroit aux États-Unis. Les décors ont été redessiné sur la base de ce qui reste actuellement de la ville pour créer un "monde d'anticipation", en partant des éléments de nos vies contemporaines actuelles,,. Le monde d’anticipation se caractérise par la création d’un monde futur à partir d’une base contemporaine, la science-fiction, ce genre situe l'action dans le futur, mais utilise pourtant des technologies et des sciences bien différentes de ce que nous connaissons. Les créateurs ont réutilisé des zones qui existaient déjà, telles que des terrains vagues, des maisons abandonnées, des décharges, etc., pour recréer Détroit selon leurs besoins,.
La technologie est un point prédominant du jeu, et les créateurs ont fait en sorte qu’elle soit assez visible pour le joueur, et esthétique pour la réalité du jeu. Les objets technologiques du jeu ont été conceptualisé à partir de notre réalité, comme les véhicules autonomes, les magazines…,. Issus de notre réalité, ces inventions fictives sont crédibles pour le joueur.
Les styles vestimentaires des personnages sont assez variables. Pour les êtres humains, les vêtements restent les mêmes, il y a peu de changement avec ce que nous connaissons actuellement. Les androïdes portent des uniformes avec des formes plus « géométriques ». La plus grande difficulté était le travail sur les androïdes, leur place dans le monde, et les faire correspondre à la fois aux personnes défavorisées et aux personnes aisées. La distinction entre l’Homme et l’androïde se fait avec un apport de dynamisme à la tenue. Cela est marqué par un affichage alternant le nom de l’androïde et son modèle, un brassard sur le bras droit, un triangle, qui est le logo des androïdes, à l’avant et à l’arrière de leurs uniformes. Enfin, les androïdes, sans leurs uniformes, sont aussi identifiable par une LED qu’ils ont sur la tempe droite,.
Fin octobre 2016, Cage déclare avoir terminé l'écriture du scénario, après deux ans de travail ; ce dernier est annoncé comme étant vingt fois plus complexe que pour ceux des précédents jeux,,.
Quantic Dream annonce, dans le courant du mois de février 2017, la fin du tournage en capture de mouvement pour le jeu,,,.
Durant la conférence de Sony du 12 juin 2017, lors de l'E3, une troisième bande-annonce est présentée et met en avant, cette fois, Markus (joué par l'acteur américain Jesse Williams), un androïde activiste et troisième personnage jouable de Detroit cherchant à libérer ses semblables des humains, avec l'aide de North (Minka Kelly) et par des actions violentes ou pacifiques (suivant les choix du joueur). En marge de la conférence, David Cage annonce la sortie du jeu pour le printemps 2018.
Le budget de production du jeu est de 30 millions d'euros.
Le 1er mars 2018, la date de sortie est dévoilée : il s'agit du 25 mai 2018. Le même mois, Clancy Brown, Lance Henriksen et Minka Kelly sont annoncés dans la distribution du jeu
.
La barre du million d'exemplaires a été franchie en moins de deux semaines, avec des ventes importantes partout dans le monde.
En octobre avait eu lieu la sixième édition des Pings Awards 2018, cérémonie dédiée aux jeux français à Paris afin de récompenser les meilleures productions françaises, Detroit Become Human sort vainqueur de cette cérémonie et remporte la 1re place dans les catégories Meilleur jeu consoles et Meilleurs graphismes.

## Musique
Quantic Dream a fait appel à trois compositeurs pour créer les musiques de chaque protagoniste, afin de souligner leurs différences
. Ainsi, Philip Sheppard (en) s'occupe des mélodies du personnage de Kara, Nima Fakhrara (en) réalise la bande sonore de Connor, et John Paesano compose les musiques de Markus.

## Accueil

### Ventes
En décembre 2018, le jeu s’écoule à plus de 2 millions d’exemplaires et devient alors le titre développé par Quantic Dream à s'être vendu le plus rapidement.
En juillet 2019, il est rendu gratuit pour les abonnés PS Plus.
Fin décembre 2023, Quantic Dream rapporte que les ventes de Detroit: Become Human s'établissent à plus de 9 millions de copies, ce qui fait de lui le plus gros succès du studio.
Le 7 octobre 2024, le co-PDG de Quantic Dream Guillaume de Fondaumière annonce sur X que le jeu a dépassé les 10 millions d'unités écoulées (hors PS Plus),. 